# 밥 헤이스팅스

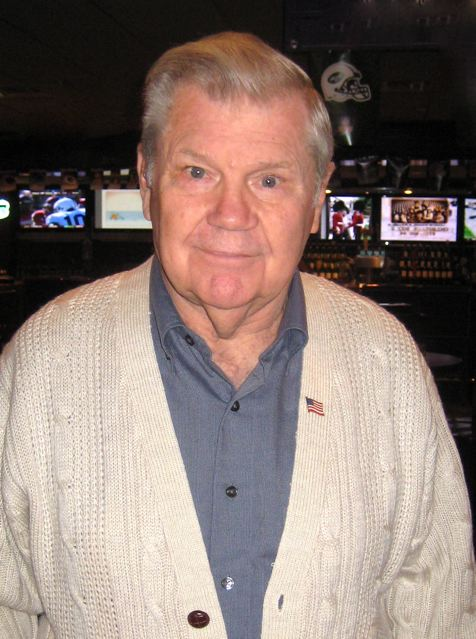

밥 헤이스팅스(영어: Bob Hastings, 1925년 4월 18일 ~ 2014년 6월 30일)는 미국의 배우, 성우이다. DC 애니메이티드 유니버스 작품을 비롯한 DC 코믹스 원작 애니메이션에서 제임스 고든 역을 전담했다.
브루클린에서 태어났으며 버뱅크에서 사망하였다. 사인은 전립선암이다. 포리스트 론 메모리얼 파크에 매장되었다.

## 출연 작품
- 배트맨 - 배트우먼의 미스터리 (2003년)
- 배트맨과 미스터 프리즈 (1998년)
- 배트맨 수퍼맨 무비: 월즈 파이니스트 (1996년)
- 샤도우 포스 (1992년)
- 몬스터 가족 (1981년)
- 들판의 크리스마스 백합들 (1979년)
- 노 디퍼짓, 노 리턴 (1976년) - 피터 역
- 에어포트 75 (1974년)
- The All-American Boy (1973)
- 찰리와 천사 (1973년)
- 포세이돈 어드벤쳐 (1972년)
- 해안 경비대 (1970년)
- 배트맨과 슈퍼맨 (1968년)
- 특전 네이비 2 - 공군 조인 (1965년)
- 특전 네이비 (1964년)
- 벤 케이시 (1961년)
- 빌코 상사 (1955년)

### 텔레비전
- 배트맨 - TV 만화 시리즈 (1992년)
- 올 인 더 패밀리 (1968년) - 토미 켈시 역
- 해저드 마을의 듀크 가족 (1979년)
- 달리는 욕망 (1978년)
- 원더 우먼 - TV 시리즈 (1975년)
- 샌프란시스코 수사반 (1972년)
- 119 구조대 (1972년)
- 제12순찰대 (1968년)
- 아이언 사이드 (1967년)
- 딜론 보안관 (1955년)
- 날으는 슈퍼맨 (1981년)
- 몬스터 가족 (1964년)
- 뉴 배트맨 어드벤처스 (1997년)